# Parasigmoidella inconspicua
Parasigmoidella inconspicua är en kackerlacksart som först beskrevs av Robert Walter Campbell Shelford 1912.  Parasigmoidella inconspicua ingår i släktet Parasigmoidella och familjen småkackerlackor. Inga underarter finns listade i Catalogue of Life.